# Новый Казанукай
Но́вый Казанука́й (адыг. КъэзэныкъуоякI) — исчезнувший (упразднённый) аул в Теучежском районе Республики Адыгея. Ныне затоплен водами Краснодарского водохранилища.

## География

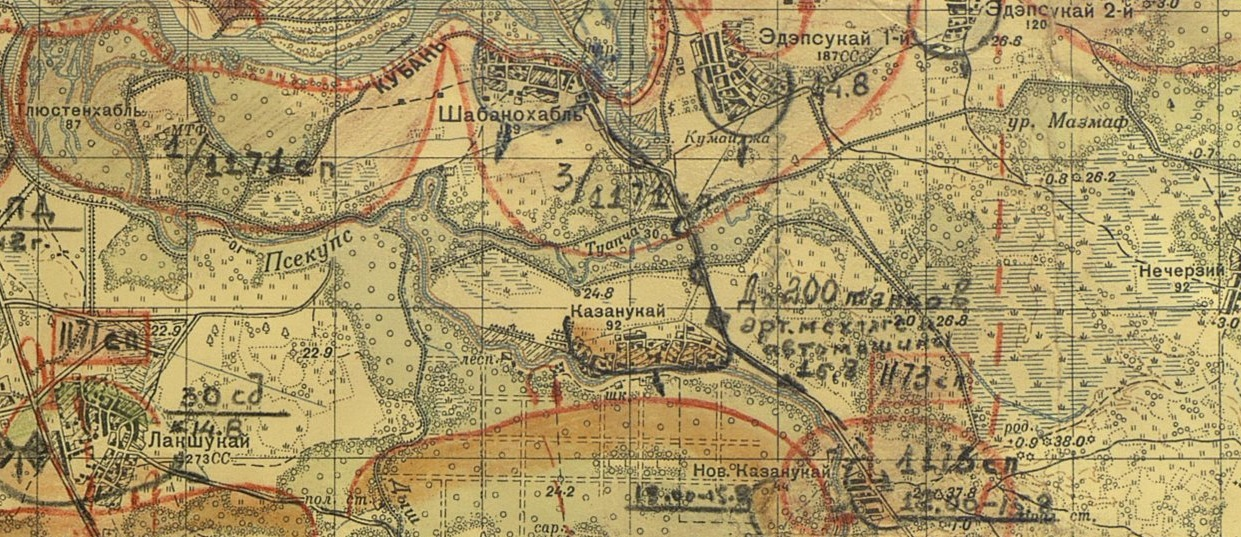
Новый Казанукай на километровой карте РККА 1940 года

Аул располагался в северной части Теучежского района, на правом берегу реки Псекупс. Находился в 20 км к юго-востоку от города Краснодар и в 15 км к северо-западу от районного центра — Понежукай.
Граничил с землями населённых пунктов: Старый Казанукай на северо-западе, Эдепсукай I и Эдепсукай II на севере, Пшикуйхабль на востоке, Шундук и Понежукай на юго-востоке, Шаханчериехабль и Нововочепший на юге.

## История
Новый Казанукай был основан в 1932 году переселенцами из аула Казанукай, который впоследствии был переименован в Старый Казанукай. 
С момента своего основания входила в состав Казанукайского сельсовета. 
В 1967 году было принято решение о строительстве Краснодарского водохранилища. Тогда же было начато постепенное выселение местного населения из аула, которое закончилось в 1973 году. 
В 1973 году аул был упразднён и затоплен. Большая часть жителей аула было переселено в новообразованный город Адыгейск. 

## Топографические карты
- Лист карты E-3-7-Б.